# Siquirres
Siquirres är församlingshuvudort i Costa Rica.   De ligger i kantonen Cantón de Siquirres och provinsen Limón, i den centrala delen av landet, 70 km öster om huvudstaden San José. Siquirres ligger 69 meter över havet och antalet invånare är 18 231.
Terrängen runt Siquirres är kuperad söderut, men norrut är den platt. Runt Siquirres är det ganska tätbefolkat, med 67 invånare per kvadratkilometer. Siquirres är det största samhället i trakten. I omgivningarna runt Siquirres växer i huvudsak städsegrön lövskog.